# Niklas Friman
Niklas Friman (30 de agosto de 1993) é um jogador de hóquei no gelo finlandês. Ele atua pelo Jokerit da Kontinental Hockey League (KHL).
Friman fez sua estreia na SM-liiga jogando com o HC TPS durante a temporada 2011-12. Nos Jogos Olímpicos de Inverno de 2022 em Pequim, conquistou a medalha de ouro no torneio masculino.